# Human foamy virus
El Human foamy virus (HFV) es un virus del Grupo VI, en el que están los conocidos como spumavirus o spumaretrovirus. 
El HFV es un miembro de la familia retroviridae por lo que cuenta con dos genomas de ARN de sentido positivo, lo que significa que es diploide. El virus fue identificado por primera vez en 1971 a partir de células linfoblastoides en un paciente Keniata con carcinoma nasofaríngeo (sobre el paladar blando de la faringe del pasaje nasal). El aislamiento y secuenciación de un virus espumoso de chimpancé dejó patente que el virus humano es una variante del simian foamy virus, más extendido, y por tanto no existen agentes infecciosos auténticos en las poblaciones humanas. 